# Джульбаев, Рустам
Рустам Джульбаев (кирг. Рүстөм Жолбаев; 1914 год, с. Кара-Булак — июль 1971) — бригадир навалоотбойщиков шахты № 4 рудоуправления «Сулюктауголь» треста «Киргизуголь» Министерства угольной промышленности СССР, Ошская область, Киргизская ССР. Герой Социалистического Труда (1957). Депутат Верховного Совета Киргизской ССР 4-го созыва.

## Биография
Родился в 1914 году в крестьянской семье в селе Голбо (ныне — Лейлекский район).
С 1943 года — бригадир навалоотбойщиков на шахте № 4 рудоуправления «Сулюктауголь» треста «Киргизуголь».
Досрочно выполнил личные социалистические обязательства Пятой пятилетки (1951—1955) и годовые производственные задания 1956 года. Указом Президиума Верховного Совета СССР от 26 апреля 1957 года «за выдающиеся успехи, достигнутые в деле развития угольной промышленности в годы пятой пятилетки и в 1956 году» удостоен звания Героя Социалистического Труда с вручением Ордена Ленина и золотой медали Серп и Молот.
В 1955 году избирался депутатом Верховного Совета Киргизской ССР 4-го созыва.
Воспитал несколько десятков молодых шахтёров.
С 1969 года — персональный пенсионер союзного значения. Проживал в городе Сулюкта.
Умер в июле 1971 года.
Память
Его именем названа средняя школа № 4 и улица в городе Сулюкта.
Награды
- Герой Социалистического Труда
- Орден Ленина
- Орден Трудового Красного Знамени
- Медаль «За трудовую доблесть»